# Munkácsy János
Munkácsy János, névváltozat: Munkátsy (Nagyvárad, 1802. március 28. – Arad, 1841. július 22.) színműíró, hírlapíró, szerkesztő.

## Pályája
Bihar megyéből került a fővárosba, 1821-ben III. éves bölcselethallgató. 1835-től kezdve négy évig szerkesztette a Rajzolatok című szépirodalmi lapot, heves harcokat folytatott Bajza Józseffel és az Athenaeum munkatársaival. Utolsó évében megbetegedett és gyógyítás végett testvéröccséhez, Munkácsy Miklós orvosdoktorhoz ment Aradra, ahol 1841. július 22-én meghalt.
Költeményei a Szépliteraturai Ajándékban (1821-1832.); cikkei a Hasznos Mulatságokban (1821: költemények M. aláírással, 1832: Jelki András viszontagságai); a Rajzolatokban (Kritikai töredékek címmel közölt színi kritikákat, Őszinte testvérek és X et comp. alájegyzéssel; 1836. II. 54. szám: Bajzához az antikritikushoz; 1837: Kisfaludy Károly jellemzése, Helmeczy úr mint szerkesztő és publicista, Életképek a világból rajzolva; 1838: Egy pár szó a színészetről és színigazgatásról; sürűn polemizált az Athenaeum és Bajza ellen a lapban).

## Munkái
- Óda tek. és tudós Markovics Pál úrnak… az oskolai esztendő végén. Pest, 1822.
- Nagym. Cziráki és Dénesfalvi gróf Cziráky Antal úr Magyarország főbirájához… midőn 1829. eszt. bőjtmás hava 2. a magy. kir. universitás előlülői fényes hivatalába lépett. Pest. (Költemény).
- Rajzolatok az élet köréből. Pest, 1833. I. füzet. Karcolatok. (Humorizáló elmélkedések, megfigyelések, anekdótázó történetek, csipkedő kritikák gyüjteménye. Az író a német humorista-iskola tanítványa, Saphir követője. Folyóiratának megindítása után ennek hasábjain folytatta ma már nem élvezhető élcelődését.)

### Színművei
- András és Béla, vagy korona és kard, eredeti historiai dr. 5 felv. (Előadták Pozsonyban 1833. ápr. 15.)
- Garabonciás diák. Tüneményes vígjáték 3 szakaszban népdalokkal és tánccal. (Először Budán 1834. aug. 23. A német mintára készült tündérjáték kéziratait a régi színtársulatok megbecsülték, a darab előadásával 1834-től kezdve sok sikert arattak a vidéken.)
- Tündér Ilona, tüneményes vígjáték 3 szakaszban, zenéje Szerdahelyi Józseftől, az új díszítményeket és repülőgépeket festette Engert. (Először Pesten 1838. aug. 5. Megjelent a Rajzolatok 1838. II. 21. és köv. sz.).